# Walderbach
Walderbach ist eine Gemeinde und ein Dorf im Oberpfälzer Landkreis Cham.

## Geografie

### Lage
Das Pfarrdorf Walderbach liegt am Fluss Regen, 28 Kilometer (Luftlinie) nordöstlich von Regensburg und 14 Kilometer südwestlich der Kreisstadt Cham.

### Gemeindegliederung
Es gibt 25 Gemeindeteile (in Klammern ist der Siedlungstyp angegeben):
- Abtsried (Weiler)
- Amesberg (Weiler)
- Brunsthof (Weiler)
- Dieberg (Dorf)
- Eichelberg (Weiler)
- Fischerhaus (Einöde)
- Gern (Einöde)
- Grabenhof (Einöde)
- Gusterei (Einöde)
- Hardt (Einöde)
- Haselgrub (Einöde)
- Haslhof (Einöde)
- Haus (Weiler)
- Hub (Weiler)
- Kaghof (Einöde)
- Katzenrohrbach (Dorf)
- Kirchenrohrbach (Kirchdorf)
- Losenried (Weiler)
- Nassen (Weiler)
- Riesen (Weiler)
- Stockhof (Dorf)
- Straßhof (Weiler)
- Trellhof (Einöde)
- Walderbach (Pfarrdorf)
- Wetzlarn (Einöde)

Es gibt die Gemarkungen Dieberg, Haus, Katzenrohrbach, Kirchenrohrbach und Walderbach.

## Geschichte

### Bis zur Gemeindegründung
Walderbach gehörte zum Rentamt Amberg und zum Landgericht Wetterfeld des Kurfürstentums Bayern. Das Kloster Walderbach wurde 1143 erstmals urkundlich erwähnt, als das damalige Augustinerchorherrenstift dem Zisterzienser-Orden gestiftet wurde. Es besaß hier eine offene Hofmark. Das Zisterzienserkloster wurde im Zuge der Säkularisation 1803 aufgelöst.
Die heutige Gemeinde entstand mit dem Gemeindeedikt von 1818.

### Eingemeindungen
Im Jahr 1945 oder 1946 wurden die Gemeinde Katzenrohrbach und Teile der aufgelösten Gemeinde Buchendorf eingegliedert. Im Rahmen der Gemeindegebietsreform wurden am 1. Juli 1971 die umliegenden Gemeinden Abtsried, Dieberg, Haus und Kirchenrohrbach eingemeindet. Mit der Nachbargemeinde Reichenbach bildet Walderbach eine Verwaltungsgemeinschaft, deren Sitz sich in Walderbach befindet. Zum 1. März 2005 wurde ein Teil des gemeindefreien Gebiets Einsiedler und Walderbacher Forst (die Gemarkung Sollbach) aus dem Landkreis Schwandorf eingemeindet. Mit der Auflösung dieses gemeindefreien Gebietes zum 1. November 2013 kam ein noch größeres Stück zum Gemeindegebiet hinzu. Am 1. Januar 2017 wurde ein Teil des ehemaligen gemeindefreien Gebiets Östlicher Neubäuer Forst eingegliedert.

### Einwohnerentwicklung
| Jahr      | 1961 | 1970 | 1987 | 1991 | 1995 | 2000 | 2005 | 2010 | 2015 |
| Einwohner | 1511 | 1557 | 1731 | 1883 | 2011 | 2058 | 2098 | 2094 | 2088 |

Zwischen 1988 und 2018 wuchs die Gemeinde von 1751 auf 2223 um 472 Einwohner bzw. um 27 %.

## Politik

### Gemeinderat
Dem Gemeinderat gehören 14 ehrenamtliche Mitglieder und der Erste Bürgermeister an. Die Gemeinderatswahl am 15. März 2020 führte zu folgendem Ergebnis:
| Partei                                 | Stimmenanteil | Sitze |
| CSU                                    | 24,74 %       | 3     |
| Freie Wähler / Freie Wähler Walderbach | 30,77 %       | 4     |
| Freie Wähler im Regental               | 25,40 %       | 4     |
| Unabhängige Wähler Walderbach          | 19,09 %       | 3     |

### Bürgermeister
Erster Bürgermeister ist Michael Schwarzfischer (Freie Wähler Bayern|Freie Wähler); dieser wurde am 15. März 2020 mit 68,1 % der gültigen Stimmen gewählt. Sein Vorgänger war von Mai 2008 bis April 2020 Josef Höcherl (Freie Wähler im Regental).
Zweiter Bürgermeister ist Andreas Rogalski, Dritte Bürgermeisterin ist Beate Fink.

### Wappen
|                         | Blasonierung: „Gespalten; vorn in Silber über blauem Querfluß ein grüner bewurzelter Nadelbaum, hinten in Rot, ein silberner, mit drei roten Rosen belegter Schrägbalken.“ |
| Wappenführung seit 1951 | |

## Kultur und Sehenswürdigkeiten

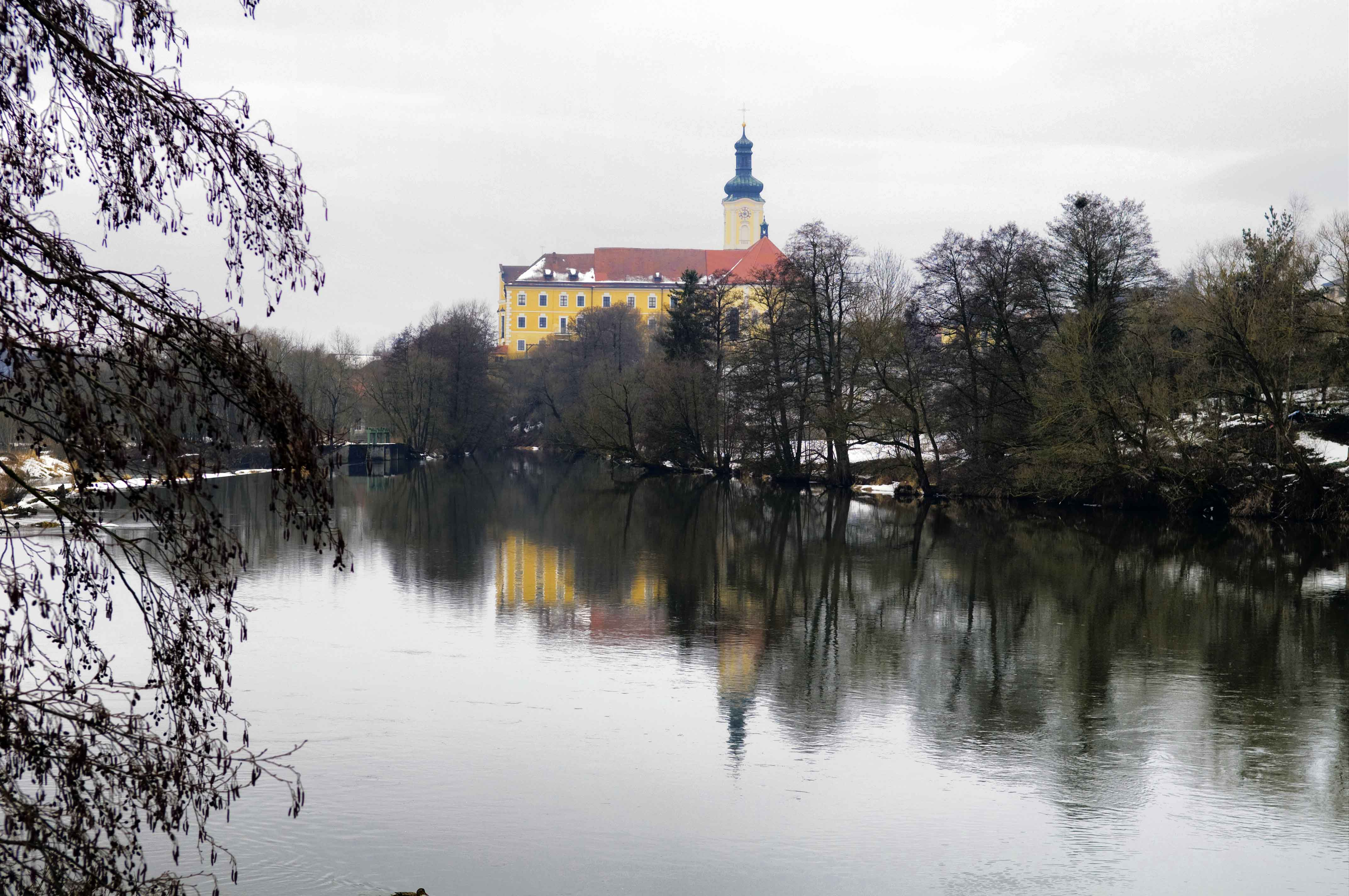
Kloster Walderbach am Regen

### Baudenkmäler
- Kloster Walderbach

### Bodendenkmäler
- Burgstall Katzenrohrbach
- Burgstall Kirchenrohrbach

### Natur
- Das Naturschutzgebiet Regentalhänge zwischen Kirchenrohrbach und Zenzing

## Wirtschaft
Es gab 2016 nach der amtlichen Statistik im produzierenden Gewerbe 258 und im Bereich Handel, Gastgewerbe und Verkehr 168 sozialversicherungspflichtig Beschäftigte am Arbeitsort. Sozialversicherungspflichtig Beschäftigte am Wohnort gab es insgesamt 948. Im verarbeitenden Gewerbe gab es einen Betrieb, im Bauhauptgewerbe elf Betriebe. Im Jahr 2010 gab es 49 landwirtschaftliche Betriebe mit einer landwirtschaftlich genutzten Fläche von insgesamt 1144 ha, davon waren 679 ha Ackerfläche und 465 ha Dauergrünfläche.

## Bildung
Es gibt einen Kindergarten mit 80 Plätzen und 70 Kindern (Stand 2020).
In der Franz-Xaver-Witt-Grund- und Mittelschule Walderbach wurden 2018/2019 insgesamt 186 Schüler von zwölf hauptamtlichen Lehrkräften unterrichtet, davon in der Grundschule 141 Schüler durch neun Lehrer.

## Medien
- Chamer Zeitung (Auflage: 10.215 gesamt) – Regionalausgabe des Straubinger Tagblattes / Landshuter Zeitung
- Bayerwald-Echo (Auflage: 16.170 gesamt) – Regionalausgabe der Mittelbayerischen Zeitung
- Regentalanzeiger
- Mitteilungsblatt der Gemeinde

## Söhne und Töchter der Gemeinde
- Johann Jakob Kress (1685–1728): Komponist, Violinist und Kapellmeister in Darmstadt
- Franz Xaver Witt (1834–1888): Kirchenmusiker, Komponist, Reformer, Gründer des  Allgemeinen deutschen Cäcilienvereines